# Dias epagômenos
Os dias epagômenos (português brasileiro) ou dias epagómenos (português europeu) são dias adicionais que são inseridos em um calendário além de meses para completar a duração do ano solar de 365 (ou 366 em um ano bissexto) dias. Isso permite sistemas de calendário nos quais, por exemplo, todos os meses (ou partes comparáveis do ano) têm a mesma duração. Os dias epagômenos também podem ser combinado em um "mês extra" ou "mês adicional" com seu próprio nome.

## Egito
Originalmente, apenas cinco dias eram anexados ao calendário, o que permitiu que o calendário girasse ao longo do ano solar. Mais tarde, com a introdução do ciclo de comutação de quatro anos, um sexto dia foi adicionado.
- Os egípcios chamavam esses dias de Heriu-renpet no calendário administrativo egípcio. Havia originalmente cinco dias, depois seis sob os governantes ptolomaicos (período greco-romano).
- No calendário copta, cinco e seis dias epagômenos também são anexados.
- No calendário etíope, estão presentes 12 meses de 30 dias cada também complementados por cinco ou seis dias epagômenos no final do ano.

## Oriente Próximo
- Calendário zoroastrista

## Mesoamérica
Ao fim do calendário, cinco dias sempre foram adicionados, o que também levou a um ano de mudança. Em vez de um ciclo de comutação, foi desenvolvido o processo de contagem longa.
- No calendário maia, o Haab, existem cinco dias epagômenos, que são agrupados no mês adicional Uayeb ("sem nome").
- No calendário asteca havia 18 períodos de 20 dias cada e depois cinco dias epagômenos.

## Calendário bahá'í
O calendário bahá'í consiste em 19 meses de 19 dias cada, resultando em uma diferença de quatro ou cinco dias para a duração do ano solar.
- O calendário originalmente desenvolvido por Báb previa de quatro a cinco dias epagômenos para compensar essa diferença, mas não especificava onde no calendário elas deveriam ser inseridas.[1]
- O Fundador da Fé Bahá'í, Bahá'u'lláh, colocou esses dias, que ele agora chamava de Ayyám-i-Há, entre o penúltimo (Mulk) e o último ('Alá) meses do ano.[1] Eles são especialmente dedicados à hospitalidade e doação.[1]

## Revolução Francesa
- No calendário republicano da França revolucionária, estes dias são chamados de sansculottids.

## Calendários planejados
- No calendário positivista, o último dia do ano fica fora da semana e do mês como um dia de memória dos mortos. Em anos bissextos, o dia bissexto é adicionado.
- É semelhante ao calendário perpétuo internacional e ao calendário mundial, mas aqui o dia bissexto é no meio do ano.
- Alternativamente, uma semana bissexta é usada.